# Oberloisdorf
Oberloisdorf (ungarisch Felsőlászló, kroatisch Nadrloštrof, Uberloštrof) ist eine Gemeinde im Bezirk Oberpullendorf im Burgenland in Österreich mit 798 Einwohnern (Stand 1. Jänner 2025).

## Geografie
Die Gemeinde liegt im Mittelburgenland im Rabnitztal. Das Landschaftsbild um die junge Gemeinde ist geprägt von Wäldern, Hügeln und Feldern. Oberloisdorf ist der einzige Ort in der Gemeinde.
Nachbargemeinden:
|            | Steinberg-Dörfl                             |  |
| Lockenhaus | Kompassrose, die auf Nachbargemeinden zeigt |  |
|            | Mannersdorf an der Rabnitz                  |  |

## Geschichte

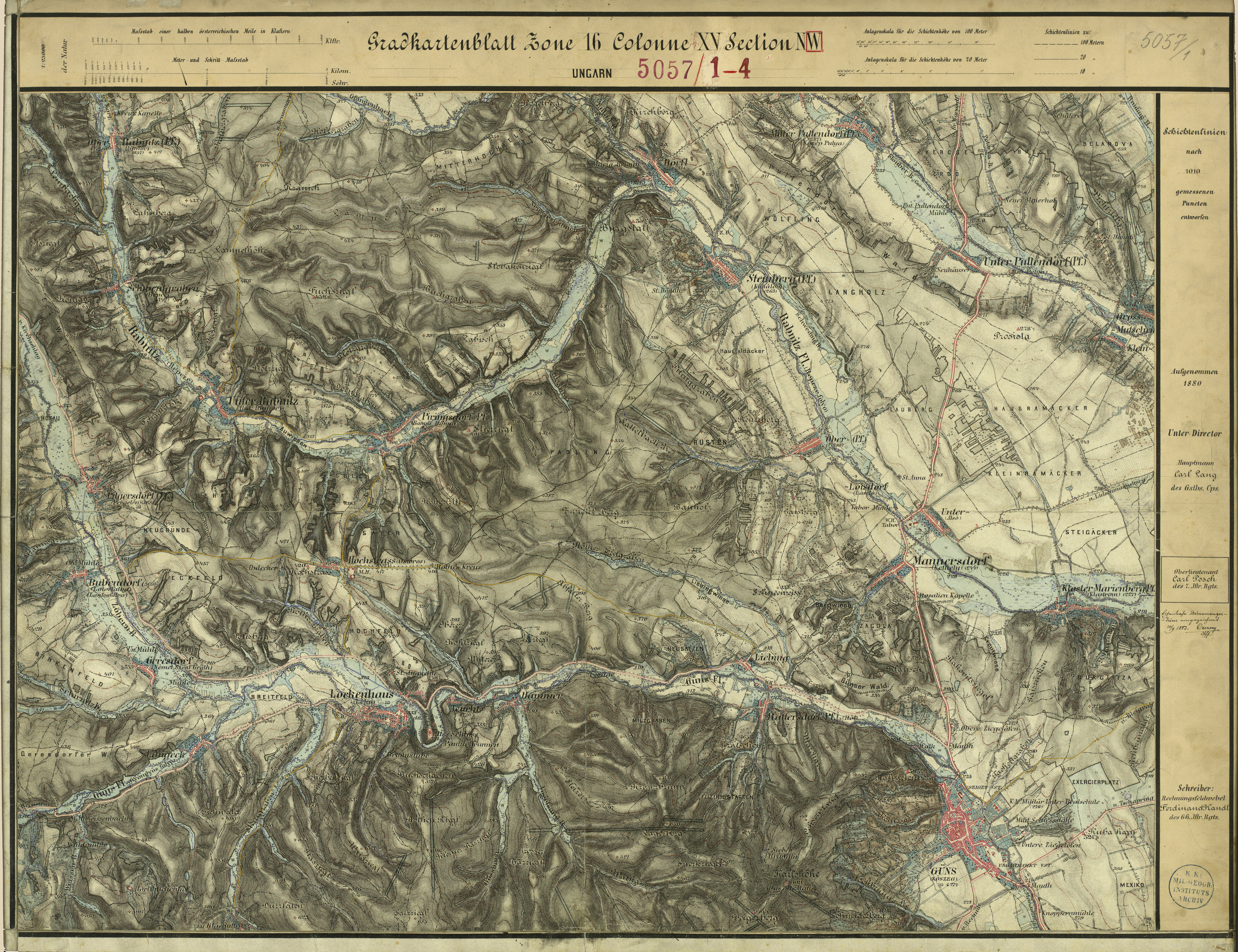
Ober- und Unter-Loisdorf (Mitte rechts) um 1880 (Aufnahmeblatt der Landesaufnahme)

Vor Christi Geburt war das Gebiet Teil des keltischen Königreiches Noricum und gehörte zur Umgebung der keltischen Höhensiedlung Burg auf dem Schwarzenbacher Burgberg.
Später unter den Römern lag das heutige Oberloisdorf dann in der Provinz Pannonia.
Der Ort gehörte wie das gesamte Burgenland bis 1920/21 zu Ungarn (Deutsch-Westungarn). Seit 1898 musste aufgrund der Magyarisierungspolitik der Regierung in Budapest der ungarische Ortsname Felsölászlo verwendet werden. Nach Ende des Ersten Weltkriegs wurde nach zähen Verhandlungen Deutsch-Westungarn in den Verträgen von St. Germain und Trianon 1919 Österreich zugesprochen. Der Ort gehört seit 1921 zum neu gegründeten Bundesland Burgenland (siehe auch Geschichte des Burgenlandes).

## Kultur und Sehenswürdigkeiten

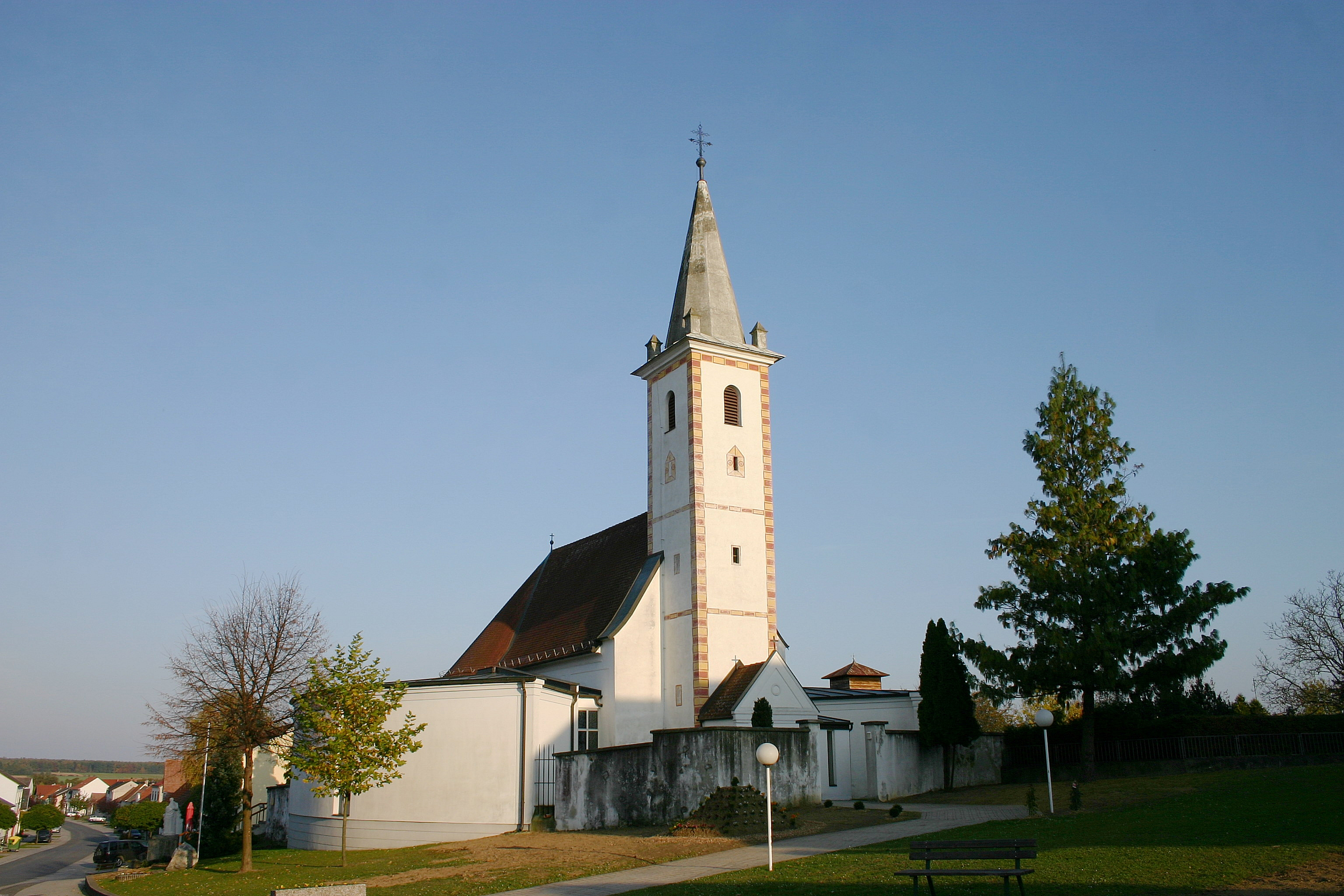
Pfarrkirche Oberloisdorf

- Katholische Pfarrkirche Oberloisdorf hl. Rochus
- Gemeinschaftshaus mit Heimatmuseum[2]

## Wirtschaft und Infrastruktur

### Wirtschaftssektoren
In den Jahren 1999 bis 2010 sank die Anzahl der landwirtschaftlichen Betriebe von 32 auf 19, die der Haupterwerbsbetriebe von vier auf zwei.
| Wirtschaftssektor            | Anzahl Betriebe | Anzahl Betriebe | Erwerbstätige 2) | Erwerbstätige 2) |
| Wirtschaftssektor            | 2011            | 2001            | 2011             | 2001             |
| ---------------------------- | --------------- | --------------- | ---------------- | ---------------- |
| Land- und Forstwirtschaft 1) | 19              | 32              | 7                | 4                |
| Produktion                   | 9               | 5               | 39               | 40               |
| Dienstleistung               | 21              | 15              | 33               | 27               |
| Summe                        | 49              | 52              | 79               | 71               |

1) Betriebe mit Fläche in den Jahren 2010 und 1999, 2) Erwerbstätige am Arbeitsort
| Von den 367 Erwerbstätigen, die in Oberloisdorf lebten, arbeiteten 52 in der Gemeinde, 315 pendelten aus. Davon blieb die Hälfte im Bezirk Oberpullendorf, mehr als ein Drittel wechselte in ein anderes Bundesland. Von anderen Gemeinden pendelten 27 Personen nach Oberloisdorf (Stand 2011). - Straße: Durch den Südosten der Gemeinde verläuft die Burgenland Schnellstraße, die eine gute Verbindung nach Norden bietet. Damit sind Oberpullendorf (10 Kilometer), Mattersburg (40 Kilometer) und Wien (100 Kilometer) gut erreichbar. - Eisenbahn: Die Gleise der ehemaligen Burgenlandbahn, einer Nebenbahnlinie, enden in Oberloisdorf. Seit Einstellung des Betriebes im Dezember 2013 ab Deutschkreuz ist die Bahnverbindung eingestellt. | Die zur Anzeige dieser Grafik verwendete Erweiterung wurde dauerhaft deaktiviert. Wir arbeiten aktuell daran, diese und weitere betroffene Grafiken auf ein neues Format umzustellen. (Mehr dazu) |

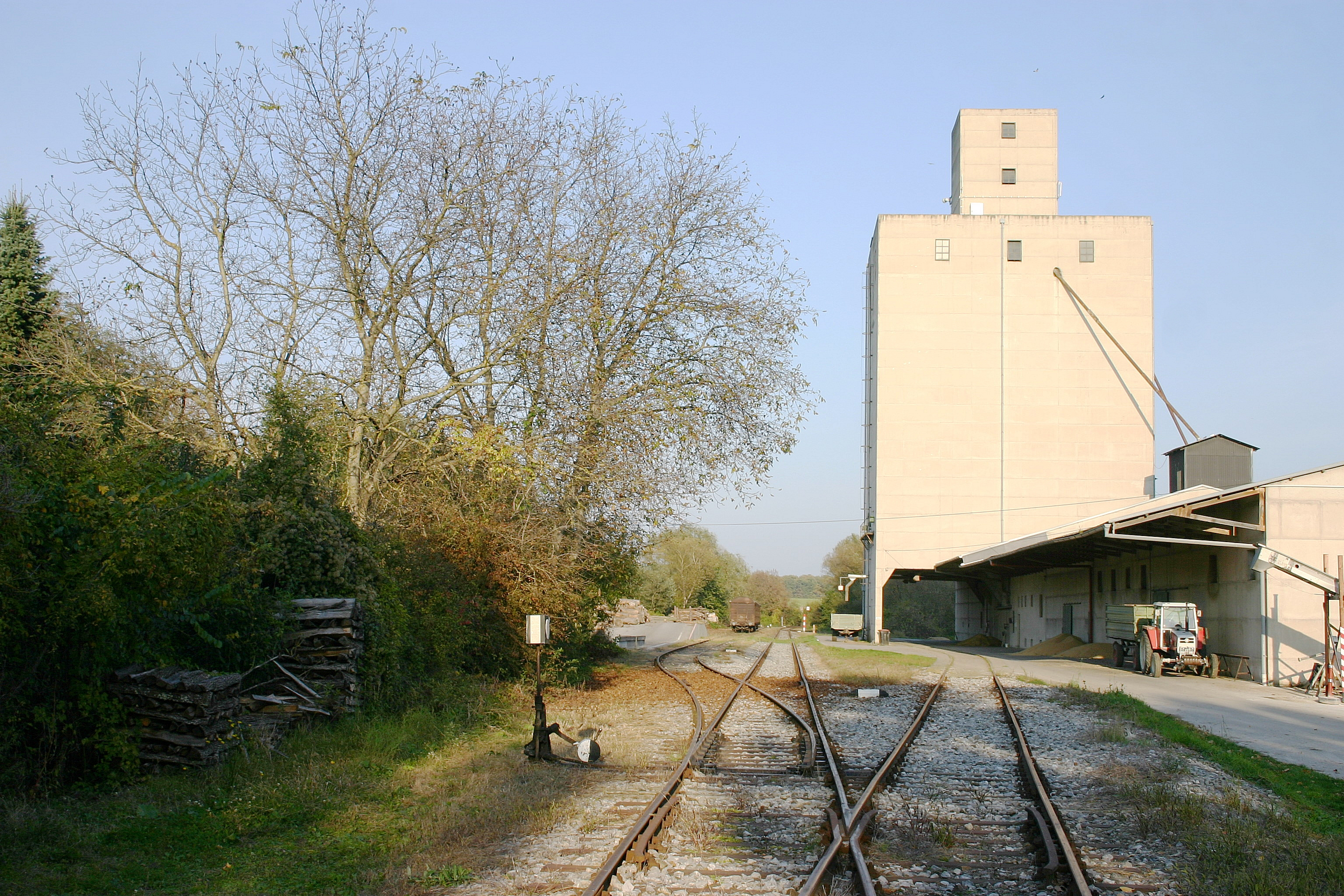
Der ehemalige Bahnhof Oberloisdorf
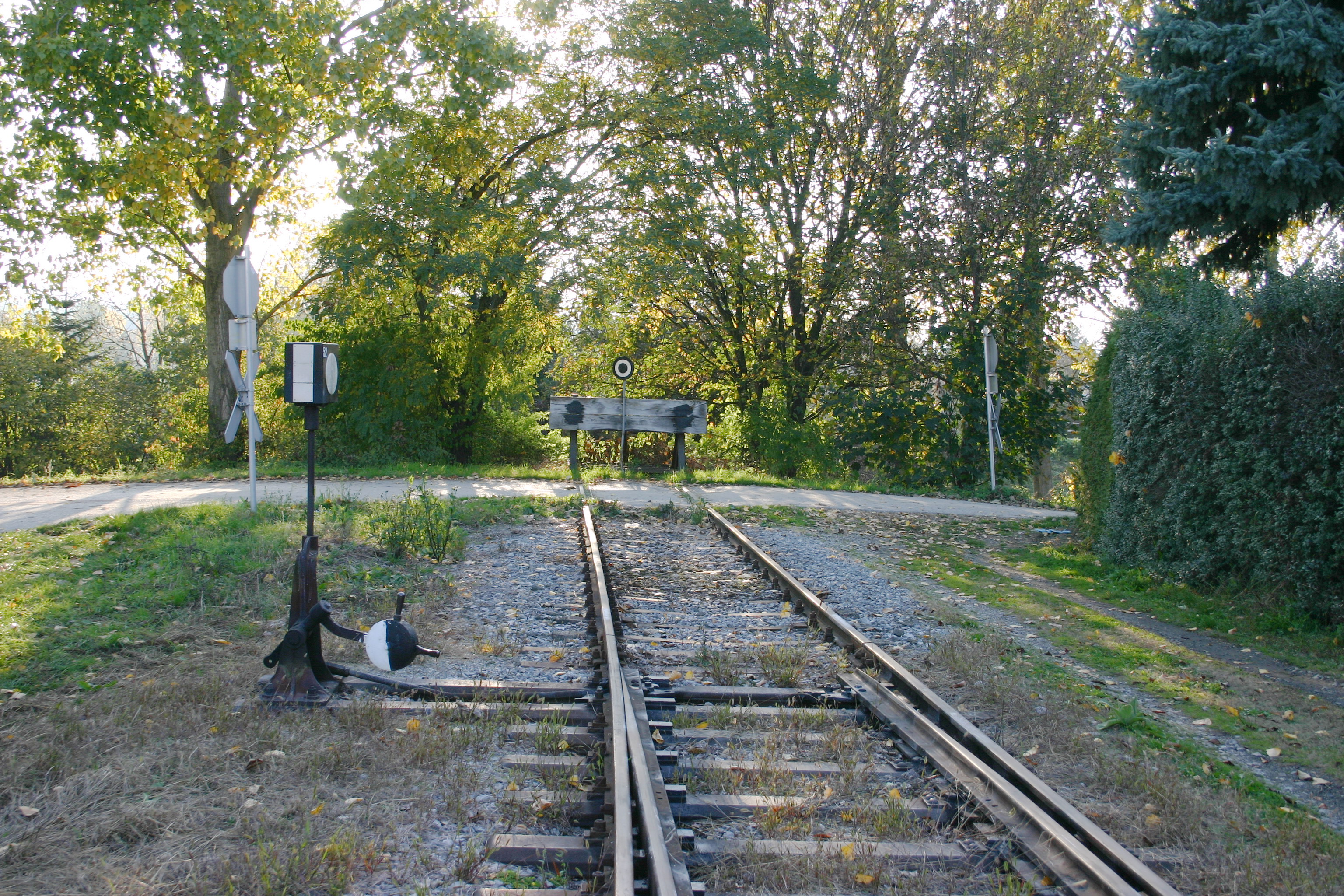
Streckenende der Burgenlandbahn

## Politik

### Gemeinderat

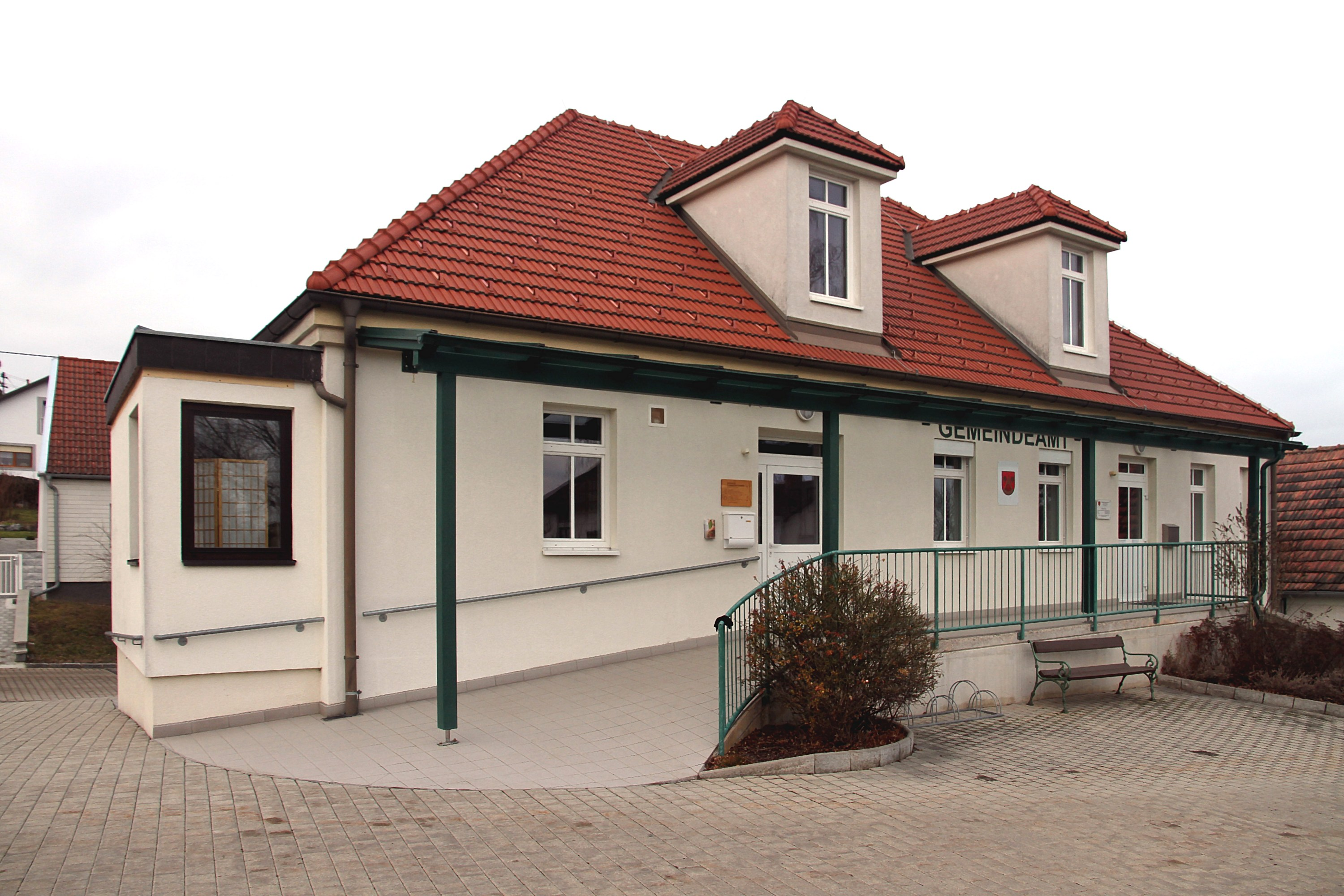
Gemeindeamt Oberloisdorf

Der Gemeinderat umfasst aufgrund der Anzahl der Wahlberechtigten insgesamt 15 Mitglieder.
| Partei          | 2022             | 2022             | 2022             | 2017             | 2017             | 2017             | 2012    | 2012    | 2012    | 2007             | 2007             | 2007             | 2002             | 2002             | 2002             | 1997             | 1997             | 1997             |
| Partei          | Sti.             | %                | M.               | Sti.             | %                | M.               | Sti.    | %       | M.      | Sti.             | %                | M.               | Sti.             | %                | M.               | Sti.             | %                | M.               |
| --------------- | ---------------- | ---------------- | ---------------- | ---------------- | ---------------- | ---------------- | ------- | ------- | ------- | ---------------- | ---------------- | ---------------- | ---------------- | ---------------- | ---------------- | ---------------- | ---------------- | ---------------- |
| SPÖ             | 365              | 53,99            | 8                | 247              | 36,27            | 5                | 236     | 36,20   | 5       | 312              | 49,21            | 7                | 325              | 55,27            | 8                | 310              | 53,36            | 7                |
| ÖVP             | 311              | 46,01            | 7                | 434              | 63,73            | 10               | 405     | 62,12   | 10      | 322              | 50,79            | 8                | 263              | 44,73            | 7                | 271              | 46,64            | 6                |
| FPÖ             | nicht kandidiert | nicht kandidiert | nicht kandidiert | nicht kandidiert | nicht kandidiert | nicht kandidiert | 11      | 1,69    | 0       | nicht kandidiert | nicht kandidiert | nicht kandidiert | nicht kandidiert | nicht kandidiert | nicht kandidiert | nicht kandidiert | nicht kandidiert | nicht kandidiert |
| Wahlberechtigte | 805              | 805              | 805              | 822              | 822              | 822              | 808     | 808     | 808     | 799              | 799              | 799              | 767              | 767              | 767              | 711              | 711              | 711              |
| Wahlbeteiligung | 88,20 %          | 88,20 %          | 88,20 %          | 89,90 %          | 89,90 %          | 89,90 %          | 89,85 % | 89,85 % | 89,85 % | 87,86 %          | 87,86 %          | 87,86 %          | 88,01 %          | 88,01 %          | 88,01 %          | 92,55 %          | 92,55 %          | 92,55 %          |

### Gemeindevorstand
Bürgermeisterin Doris Birner, Vizebürgermeister Andreas Krutzler MPA, GV Bernhard Dillhof MA, GV Rebecca Pratscher und GV Patrick Brenner

### Bürgermeister
Bei der Wahl 2022 erreichte Doris Birner (ÖVP) 56,05 Prozent der Stimmen und wurde damit im ersten Wahlgang Bürgermeisterin von Oberloisdorf.
Vizebürgermeister ist Andreas Krutzler MPA
Amtsleiterin ist Gerda Korner.

### Wappen
|  | Blasonierung: „In rotem Schild auf einer eingebogenen goldenen Spitze über zwei roten Wellenbalken ein rotes Mühlrad wachsend; die Spitze wird vorne und hinten von zwei, mit goldenen Blättern besäten, Laubbäumen begleitet.“ Die Gemeindefarben sind Rot-Gold. |

## Persönlichkeiten
- Franz Schedl (1901–1982), Zimmerer, Landwirt und Politiker
- Claus Schedl (1914–1986), römisch-katholischer Theologe, Ordenspriester und Hochschullehrer